# Samantha Phillips
Samantha Phillips (n. 25 de febrero de 1966) es una actriz, conductora y modelo estadounidense.

## Biografía
Phillips nació en Savage, Maryland, de padre ruso y madre escocesa-irlandesa. En su infancia, su familia se mudó a Brooklyn, Nueva York.
Ha aparecido en diversos programas como The Late Late Show with Craig Kilborn, The Howard Stern Show, The Joan Rivers Show, Jenny Jones, The Maury Povich Show, Hard Copy, Inside Edition, Extra, Entertainment Tonight, Undateable (VH1), The Doctors (CBS), Red Eye (Fox News Channel), Strictly Sex with Dr. Drew (Discovery Health Channel), y en videos musicales junto a "Weird Al" Yankovic, Van Halen, Amy Grant, Mötley Crüe, Simply Red, Scorpions, The Doobie Brothers, Dave Koz, Iron Maiden y Alice Cooper. Fue seleccionada para Penthouse Pet en junio de 1993.
Entre 1998 y 2001 fue reportera de Sexcetera en Playboy TV. En 2001 fue conductora de Men Are From Mars, Women Are From Venus.
Desde 2004 a 2009 fue conductora en KAMP-FM de "The Single Life". En 2005 participó en 15 episodios del reality show Xtreme Fakeovers. Phillips y su copresentador Chris Leary estrenaron su programa radial en MavTV el 15 de mayo de 2009.
En junio de 2009, Sam Phillips cocreó HotTalkLA.com, junto a Jack Sullivan, Ron Escarsega y Rich Boerner.

## Filmografía
1. Phantasm II (1988)
2. Dollman (1991)
3. Weekend at Bernie's II (1993)
4. Sexual Malice (1993)
5. Rescue Me (1993)
6. Deceit (1993)
7. The Dallas Connection (1994)
8. Angel 4: Undercover (1994)
9. Passion's Obsession (1999)
10. Fallen Angel (1999)
11. The Regina Pierce Affair (2000)
12. Treasure Hunt! (2002)
13. Cheerleader Massacre (2002)